# داء فون هيبل - لينداو
داء فون هيبل لينداو (بالإنجليزية: Von Hippel-Lindau Disease)‏هو مرض وراثي نادر يسبب نمو أورام وكيسات في جسم الإنسان. وقد تكون هذه الأورام سرطانية أو حميدة، وقد تنمو في الدماغ والحبل الشوكي والكليتين والبنكرياس وفي الجهاز التناسلي عند الرجال. يتميّز هذا الداء بأورام وعائية في شبكية العين والمخيخ وأحياناً في النخاع.

## الأعراض

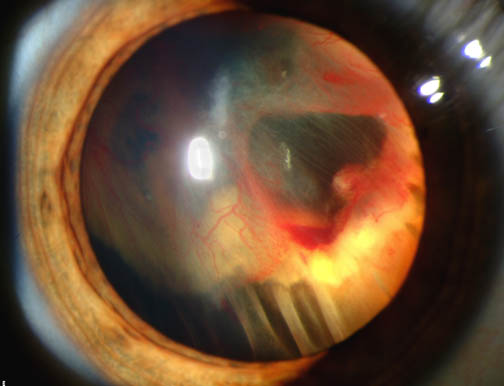
صورة ضوئية تبين انفصال الشبكية في مرض فون هيبل لينداو.

تختلف أعراض داء فون هيبل لينداو وتعتمد على حجم الورم وموضعه، وقد تتضمن الصداع ومشاكل في التوازن والمشي والدوخة وضعف في الأطراف ومشاكل في الرؤية وارتفاع في ضغط الدم.التي لديها قابلية التحول إلى ورم.إن الأشخاص الذين تحوي سلسلتهم الوراثية للجين المتغير في هتش ال، لديهم مخاطر متزايدة للإصابة بسرطان الكلى. قد يعانون كذلك من تكيسات أو أورام في العيون، والدماغ، أو أجزاء أخرى من الجسم..كثيرون من المصابين بسرطان الكلى ليس لديهم أي من عوامل الخطر هذه، والبعض ممن لديهم عوامل الخطر المعروفة هذه لا يصابون بهذا المرض.حيث يكون الأفراد المصابين بالمرض في خطر من تطور ورم أرومي وعائي لكل من المخيخ وجذع الدماغ والنخاع الشوكي كالورم الوعائي الشبكي،سرطان الخلاية الرائقة، ورم الواتم. سرطان الخلايا الكلوية، البنكرياس، الخراجات، اللمف الباطن، وcystadenomas حليمي الثنائية من (في الرجال) أو الرباط العريض للرحم (للنساء). .ان الورام وعائي يحدث في 37.2٪ من المرضى الذين يعانون من مرض داء فون هيبل وعادة يصيب الشبكية. ونتيجة لذلك، فان فقدان الرؤية هو أمر شائع جدافي هذه الحالة. ومع ذلك، يمكن أيضا الأجهزة الأخرى أن تتأثرب: السكتات الدماغية والنوبات القلبية، وأمراض القلب والأوعية الدموية، وهي أعراض إضافية مشتركة.

## الأسباب
ينجم هذا المرض ذو الوراثة السائدة بسبب مورثة معطوبة على الكرومسوم3P25-26 ويتميز بترافق الأورام الوعائية في الشبكية وداخل القحف(في المخيخ بشكل وصفي) مع الأورام الوعائية..

## أنواع الطفرات
تقع المورثة المسؤولة عن المرض على الذراع القصير من الصبغي رقم 3 .
3p25–p26 .ولقد تم وصف أكثر من 300 طفرة في المورثة VHL حيث أن حوالي 70% من المصابين كان لديهم طفرات نقطية، في حين أن البقية منهم كان لديهم حذف جزئي أو كلي للمورثة VHL .
تشتمل الطفرات النقطية على:
1-طفرات عديمة المعنى nonsense
2- طفرات مغلوطة missense
3- طفرات في موقع التجديل splice-site
تنتشرهذه المورثة VHL على طول 10Kb من الـDNA الجينومي وهي تمتلك ثلاثة اكسونات وتنتج اثنان من الـmRNA وذلك نتيجة عملية تسمى الـ alternative splicing للاكسون الثاني، احدهما ينتج بروتين مؤلف من 213 حمض أميني يسمى (isoform 1) أما الثاني فينتج بروتين مؤلف من 172 حمض أميني يسمى (isoform 2).و لكن يبدو أن الكودن 167 من أكثر الكودونات المعرضة للطفرات لذا يعتبر هذا الكودون بقعة ساخنة طفروية (.
كما لوحظ أن هناك ترافقاً بين النمط الوراثي والنمط الظاهري.
يشكل المنتج البروتيني للمورثة VHL معقدات مع بروتينات خلوية أخرى بما فيها الـ:
- elongin C
- elongin B
- cullin 2

## التشخيص
في حالة التشخيص يجرى الفحوصات والتحاليل الوراثية لتحديد خطورة توريث هذا المرض لباقي أفراد العائلة وذلك باستخدام تحليل الطفرات المباشر.
يمكن لأقارب الأفراد المصابين بالمرض والذين لم يكتشف لديهم أي طفرات أن يخضعوا لتحليل الارتباط linkage analysis وذلك باستخدام واسمات لها صلة وثيقة بداء فون هيبل -لينداو.
ومن هذه الفحوصات نذكر:
- فحص فيزيائي.
- فحص شبكية العين (بواسطة تنظير العين المباشر وغير المباشر وتصوير العين بالفلورسئين fluorescein angiography).
- فحص البطن بالأمواج فوق الصوتية.
- جمع البول لمدة 24 ساعة للكشف عن الكاتيكولامينات وهذا الاجراء يتم سنويا.
- تصوير الدماغ بالرنين المغناطيسي أو بالأشعة المقطعية كل 3 سنوات حتى عمر الـ50 وبعد ذلك كل 5 سنوات.

أما فيما يتعلق بالأقارب الذين هم في خطر من الإصابة بالمرض، فيتم إجراء الفحوصات لهم كما يلي:
- فحص شبكية العين (بواسطة تنظير العين المباشر وغير المباشر وتصوير العين بالفلورسئين fluorescein angiography) بدءً من عمر الخمس سنوات.
- فحص البطن بالامواج فوق الصوتية بدءً من عمر الخمسة عشر عاماً.
- جمع البول لمدة 24 ساعة للكشف عن الكاتيكولامينات (سنوياً) بدً من عمر العشر سنوات.
- تصوير الدماغ بالرنين المغناطيسي أو بالشعة المقطعية كل 3 سنوات حتى عمر الـ50 وبعد ذلك كل 5 سنوات، وفي حال بينت نتائج تحاليل الطفرات وتحاليل الارتباط سلامة الأقارب من هذا المرض فيمكنهم عندئذ التوقف عن إجراء التحاليل المذكورة.[8]

## العلاج
لا توجد وسيلة علاجية حاليا الحالية لعكس وجود طفرة داء فون هيبل - لينداو. ومع ذلك، يمكن للتشخيص المبكر للمرض ان يكون ذا أهمية كبيرة في العلاج والذي يقلل إلى حد كبير من تعقيدات واعراض المرض وتحسين نوعية الحياة. لهذا السبب، فان الافراد المصابين بداء فون هيبل-لينداو يتم لهم عادة فحص روتيني للالأورام الوعائية الشبكية، وسرطان الكلى ويتضمن العلاج عادة إجراء عملية جراحية وأحياناً العلاج بالأشعة، ويكون الهدف من ذلك علاج الناميات عندما تكون صغيرة وقبل أن تؤدي إلى ضرر دائم.

## وصلات خارجية
- GeneReviews/NCBI/NIH/UW entry on Von Hippel-Lindau Syndrome
- The VHL Handbook
- Von Hippel–Lindau Disease (VHL) على موقع المعهد الوطني للاضطرابات العصبية والسكتة الدماغية (NINDS)
- Von Hippel–Lindau syndrome على مرجع المكتبة الوطنية للطب الرئيسي لعلم الوراثة.

- von Hippel–Lindau syndrome على النص التشعبي التعاوني للأشعة (CHORUS)
- Hippel–Lindau disease على قاموس من سمى هذا؟
- الوراثة المندلية البشرية عبر الإنترنت (OMIM): 608537 (VHL gene)
- VHL Family Alliance support group
- Cancer.Net: Von Hippel-Lindau Syndrome